# フセスラフ・イジャスラヴィチ
フセスラフ・イジャスラヴィチ（ベラルーシ語: Усяслаў Ізяславіч、990年代 - 1003年）は、ポロツク公イジャスラフの子である。ポロツク公：1001年 - 1003年。
年代記には没年のみが記されており、その生涯や業績については不明である。もっとも可能性の高い説としては、フセスラフは幼児期に夭折したと考えられる。フセスラフの後は兄弟のブリャチスラフが継ぎ、ポロツク公となった。
彼の甥にあたる著名なポロツク公のフセスラフ（フセスラフ・ブリャチスラヴィチ）は、おそらく、本頁のフセスラフに敬意を表して同じ名を付けられた。